# 水産大学
水産大学（すいさんだいがく）は、水産学部のみを設置する大学の呼称のひとつ。水産大（すいさんだい）と略されることもある。
水産学を主に扱っており、学科により商船大学のような航海実習や機関実習も行っている。
日本において「水産大学」を名乗る大学は、過去に存在したものも含めて1つだけである。

## かつて存在した水産大学

### 日本
- 東京水産大学（現：東京海洋大学）

### 韓国
- 群山水産専門大学（現：群山大学校）
- 麗水水産大学校（現：全南大学校）
- 釜山水産大学（現：釜慶大学校）

### 中国
- 上海水産大学（現：上海海洋大学）
- 大連水産学院（現：大連海洋大学）